# Euagrus anops
Euagrus anops är en spindelart som beskrevs av Willis J. Gertsch 1973. Euagrus anops ingår i släktet Euagrus och familjen Dipluridae. Inga underarter finns listade i Catalogue of Life.